# Frederick A. P. Barnard
Pour les articles homonymes, voir Barnard.
Frederick Augustus Porter Barnard, né le 5 mai 1809 à Sheffield, Massachusetts et mort le 27 avril 1889, est un universitaire et éducateur américain. 
Il est chancelier de l'Université du Mississippi de 1856 à 1861 et président de l'Université Columbia de 1864 à 1889. 

## Jeunesse

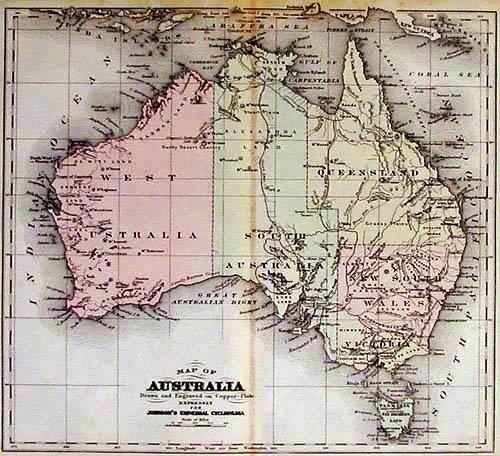
Carte de l'Australie compilée par Arnold Henry Guyot et Frederick Augustus Porter Barnard

Frederick Barnard est né le 5 mai 1809 à Sheffield, Massachusetts. Son frère, John Gross Barnard, est un officier de carrière dans l'armée américaine qui sert comme surintendant de l'Académie militaire de West Point et plus tard comme général dans l'armée de l'Union pendant la guerre civile américaine. Barnard a une forme héréditaire de surdité qui s'intensifie dans ses dernières années, comme son frère et la plupart de sa famille.
Il est diplômé de l'Université Yale en 1828, où il poursuit des études d'astronomie et est membre de la Linonian Society.

## Carrière
Il devient tuteur à Yale après avoir obtenu son diplôme en 1828. Il est ensuite enseignant à l'École américaine pour les sourds à Hartford, Connecticut entre 1831 et 1832, et à la New York School for the Deaf entre 1832 et 1838.
Il enseigne à l'Université de l'Alabama à divers titres de 1838 à 1854, où il est professeur de mathématiques et de philosophie naturelle jusqu'en 1848, puis professeur de chimie et d'histoire naturelle. Il occupe également la chaire de littérature anglaise pendant son séjour à l'université.
Il est ordonné diacre dans l'Église épiscopalienne des États-Unis en 1854. La même année, il prend le poste de professeur de mathématiques et de philosophie naturelle à l'Université du Mississippi, où il occupe finalement le poste de chancelier de 1856 jusqu'au déclenchement de la guerre civile américaine en 1861, date à laquelle il démissionne en raison de ses sympathies unionistes. Pendant son séjour à l'université, il fait l'objet d'un examen minutieux de la part du conseil d'administration pour avoir recueilli le témoignage d'une esclave contre celui d'un étudiant qui l'aurait agressée.
Il est envoyé au Labrador en 1860 pour observer une éclipse de soleil et en 1862, il travaille sur des observations d'étoiles de Gilliss dans l'hémisphère sud et, en 1863, il supervise la publication de cartes et de cartes du United States Coastal Survey. Il est élu membre associé de l'Académie américaine des arts et des sciences en 1860, président de l'Association américaine pour l'avancement des sciences en 1866, est membre du conseil d'experts du Bureau des Mines en 1865 et membre de l'American Institute en 1872,. Il est également membre de la Société américaine de philosophie en 1871.

### Collège Columbia
Il est le 10e président du Columbia College (aujourd'hui Université Columbia) à New York, exerçant un mandat sans précédent de 25 ans de 1864 à 1889 - plus long que celui de n'importe lequel de ses prédécesseurs. Au cours de cette période, le collège connait une croissance rapide. De nouveaux départements sont créés; le système électif est considérablement étendu, des dispositions plus importantes sont  prises pour les études supérieures et la recherche originale, et les inscriptions passent d'environ 150 étudiants à plus de 1000.
Barnard lui-même est spécialiste de l'anglais et des classiques, et expert dans les domaines des mathématiques, de la physique et de la chimie. Il est connu comme un bon orateur public, avec ses rapports annuels au conseil d'administration, comprenant des discussions sur les problèmes d'éducation.
Il est également co-rédacteur en chef de Johnson's New Universal Cyclopaedia (1876), aux côtés d'Arnold Henri Guyot. Parmi les textes rédigés par Barnard, citons Treatise on Arithmetic (1830), Analytical Grammar with Symbolic Illustration (1836), Letters on Collegiate Government (1855), History of the United States Coast Survey (1857), Recent Progress in Science (1869), et Le système métrique (1871).
Il est décédé le 27 avril 1889 à New York. Dans son testament, la majeure partie de sa succession est léguée au Columbia College.

## Héritage

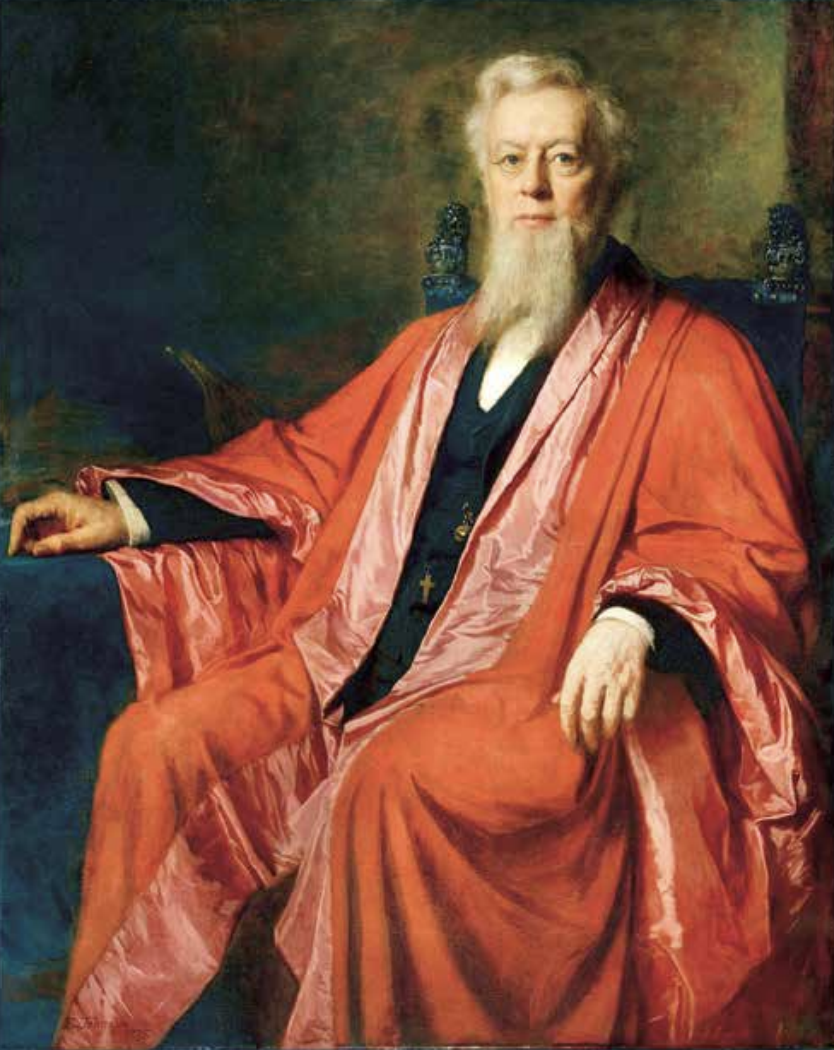
Portrait par Jonathan Eastman Johnson de Frederick Augustus Porter Barnard, 1886

Barnard s'est efforcé d'étendre aux femmes les privilèges éducatifs alors réservés aux hommes, et le Barnard Women's College, créé après sa mort, est nommé en son honneur.
L'observatoire Barnard, l'un des rares bâtiments de l'université du Mississippi ayant survécu à la guerre civile américaine, est également nommé en son honneur.
La médaille Barnard pour service méritoire à la science est créée en 1889 selon les instructions de son testament et est décernée par l'Université de Columbia tous les cinq ans, à partir de 1895.